# Kentland
Kentland é uma cidade  localizada no estado americano de Indiana, no Condado de Newton.

## Demografia
Segundo o censo americano de 2000, a sua população era de 1822 habitantes.
Em 2006, foi estimada uma população de 1720, um decréscimo de 102 (-5.6%).

## Geografia
De acordo com o United States Census Bureau tem uma área de
3,8 km², dos quais 3,8 km² cobertos por terra e 0,0 km² cobertos por água. Kentland localiza-se a aproximadamente 201 m acima do nível do mar.

## Localidades na vizinhança
O diagrama seguinte representa as localidades num raio de 16 km ao redor de Kentland.